# Onoclea sensibilis
Onoclea sensibilis là một loài thực vật có mạch trong họ Woodsiaceae. Loài này được L. miêu tả khoa học đầu tiên năm 1753.

## Hình ảnh

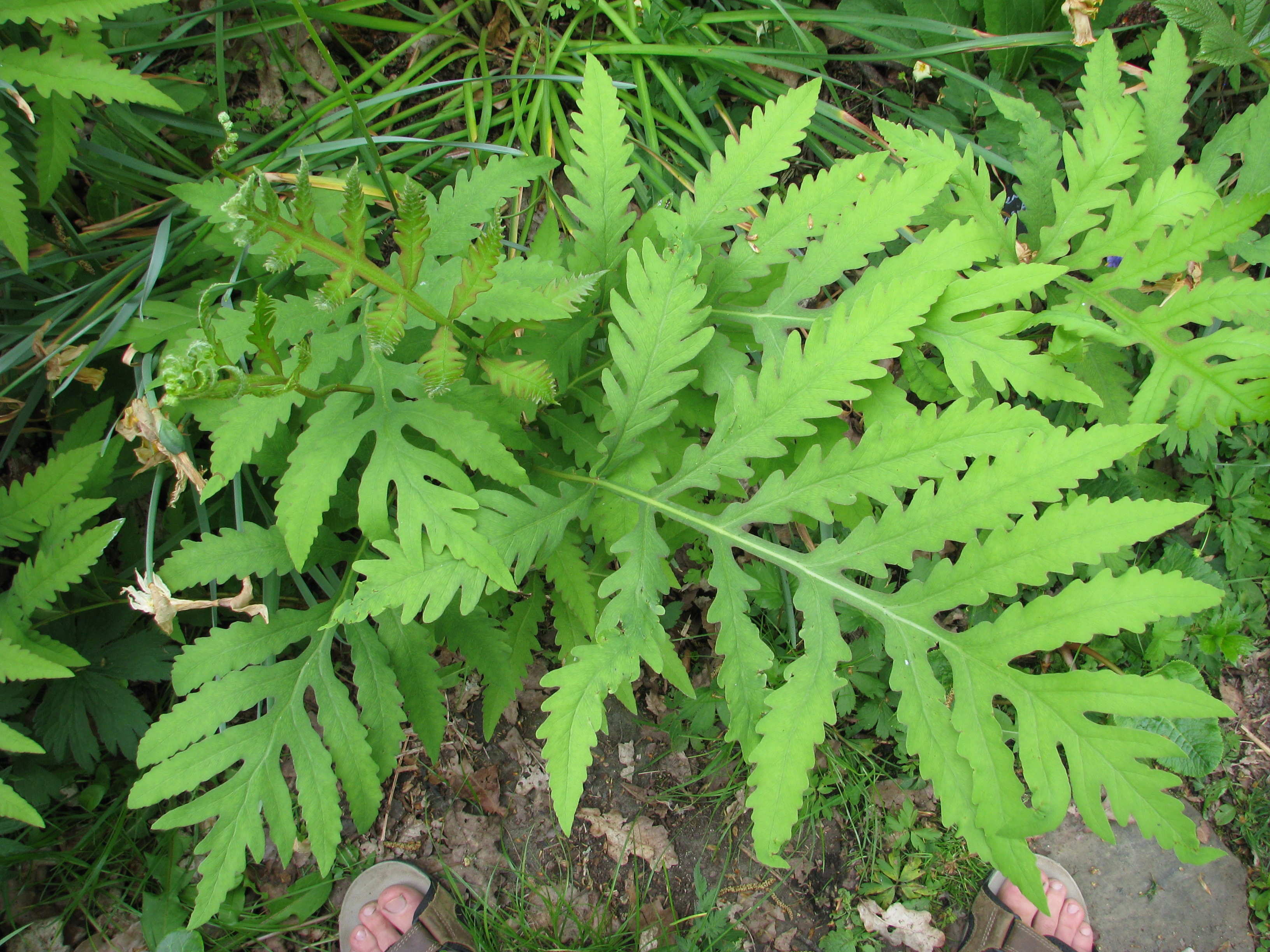
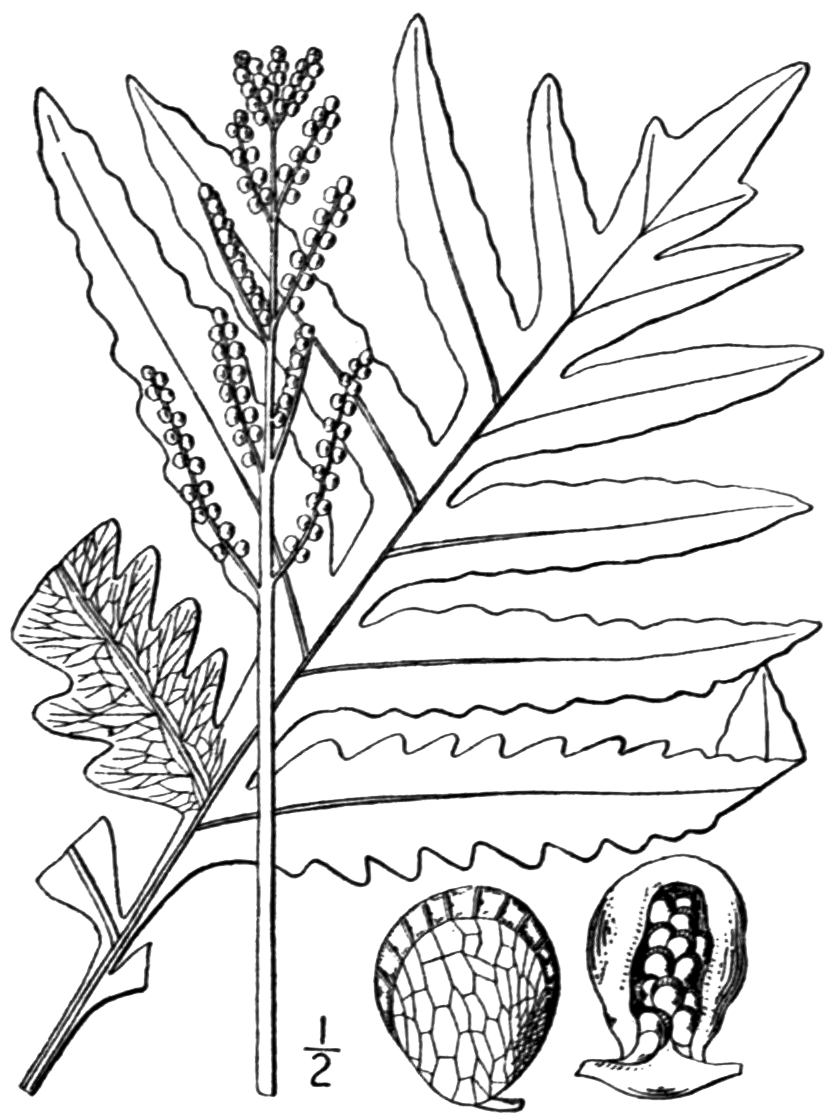
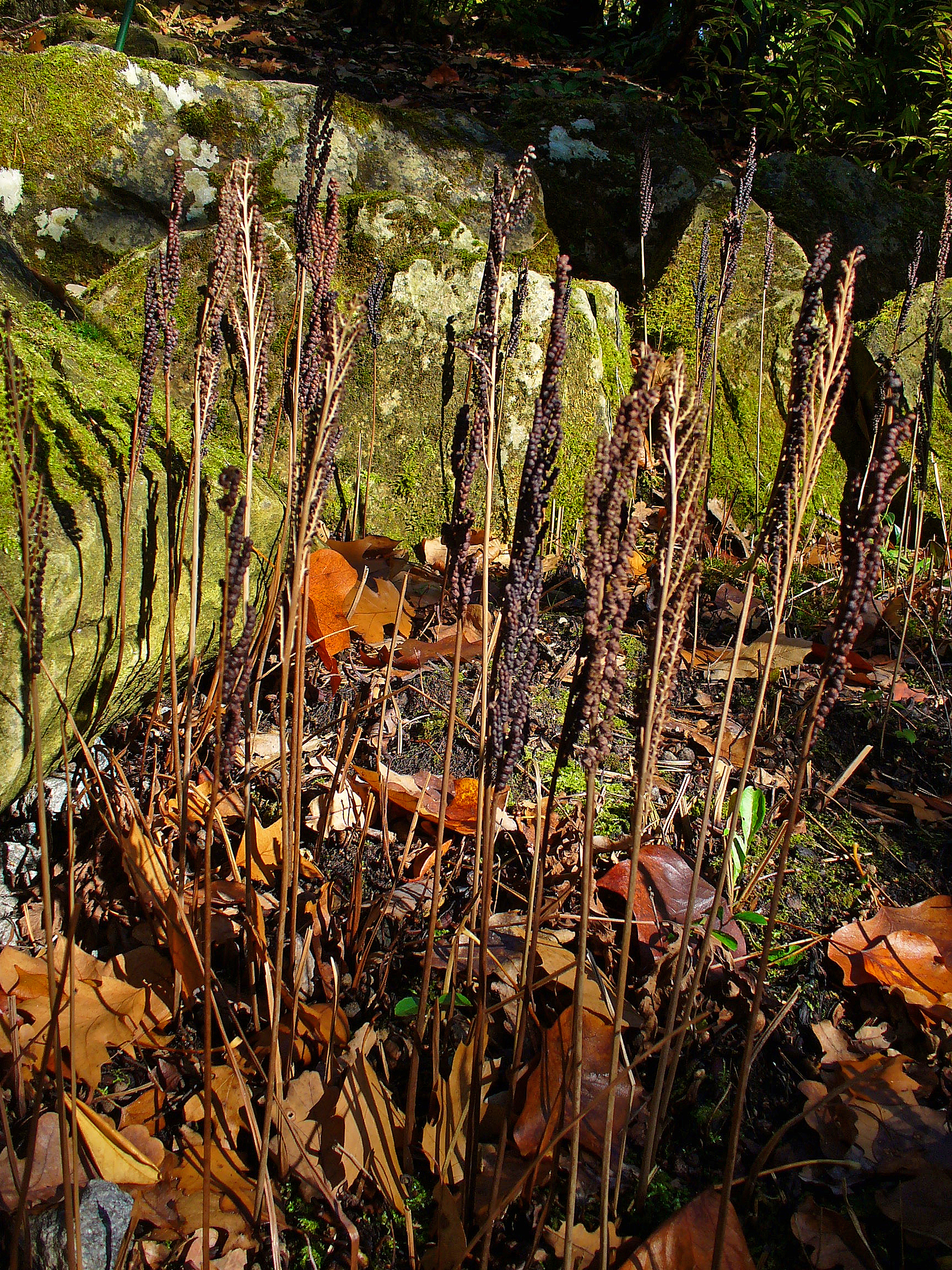
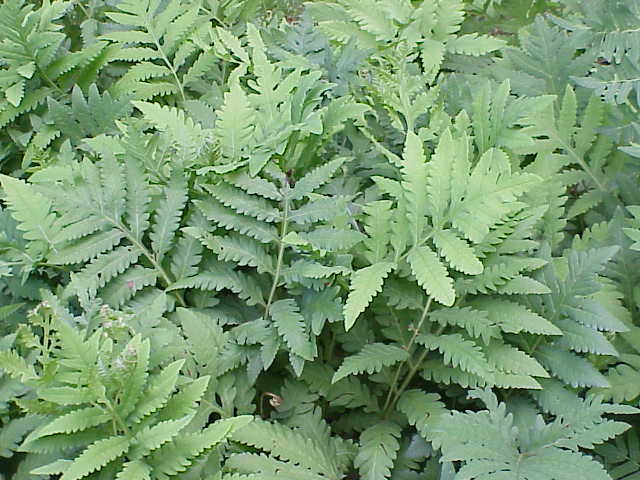